# Diaspora arménienne

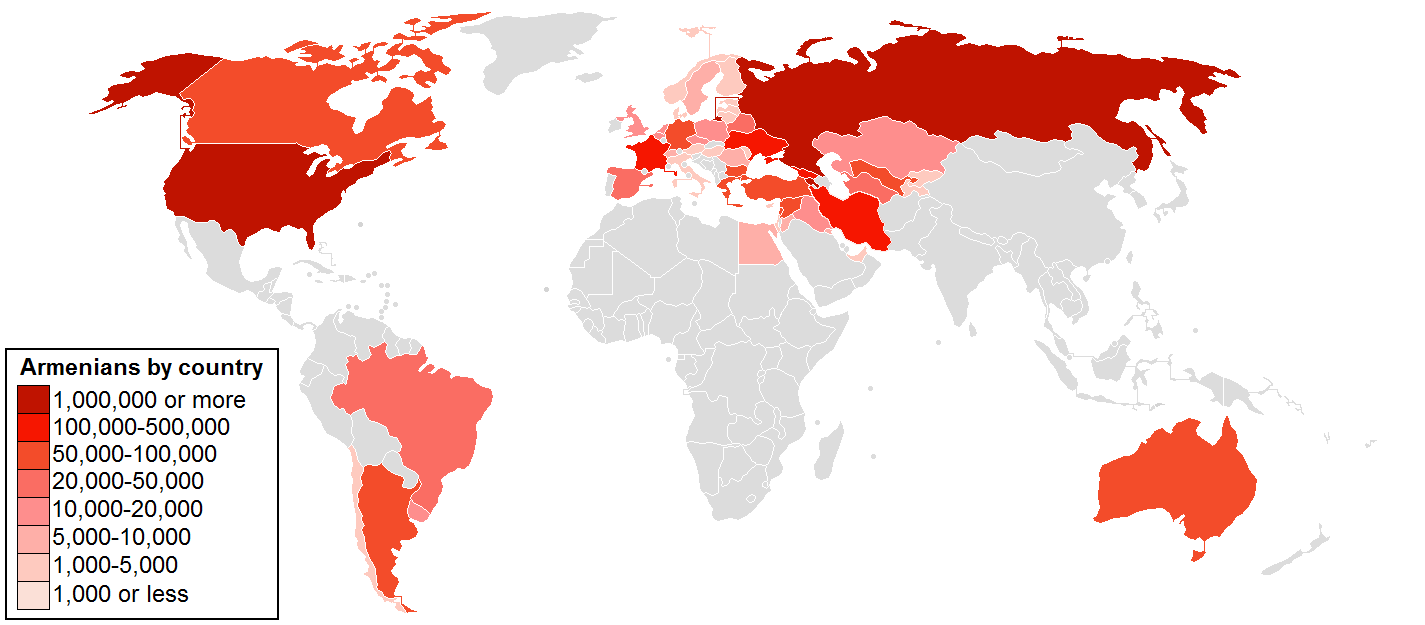
Carte de la diaspora arménienne.

La diaspora arménienne est un terme désignant les communautés arméniennes installées hors des territoires d'Arménie et du Haut-Karabagh. Sur une population arménienne mondiale estimée à 12 millions de personnes, seuls 3 millions résident en Arménie et à peine 160 000 dans le Haut-Karabagh (jusqu'en 2023). Seul un Arménien sur trois habite les terres de l'actuelle République d'Arménie, mais jusqu'en 1920 les Arméniens peuplaient un territoire à cheval entre l'Empire ottoman et la Transcaucasie, cinq à six fois plus vaste que la superficie de l'Arménie actuelle : il couvrait la zone orientale de l'Anatolie, la grande partie ouest du haut-plateau arménien (Turquie), des terres au nord ouest d'Iran et celle attachées à la Syrie actuelle.

## Historique
Bien que la diaspora arménienne soit apparue en 1375 (lorsque le royaume arménien de Cilicie tomba sous la coupe des Mamelouks), elle prit réellement de l'ampleur après le génocide arménien (1915-1916). Malgré la mort de nombreux Arméniens, certains réussirent à s'enfuir et s'installèrent dans différentes villes de l'Europe de l'Est, des Balkans et du Moyen-Orient, notamment Moscou (Russie), Odessa (Ukraine), Sébastopol (Crimée), Tbilissi (Géorgie), Athènes (Grèce), Beyrouth (Liban) et Alep (Syrie).
Plusieurs milliers d'Arméniens s'installèrent également différents pays d'Europe de l'Ouest[réf. nécessaire] (principalement en France, Allemagne, Italie et Pays-Bas) et d'Amérique à partir de 1890. De fortes communautés arméniennes existent également en Extrême-Orient russe et dans les ex-républiques soviétiques d'Asie centrale. Si l'installation de certaines colonies fut encouragée par les autorités tsaristes puis soviétiques, d'autres, victimes des déportations staliniennes, n'eurent pas le choix. On trouve également des communautés arméniennes en Inde, en Australie, en Nouvelle-Zélande et en Afrique sub-saharienne (Soudan, Afrique du Sud, Éthiopie), et en Asie de l'Est (Chine, Hong Kong, Japon) et du Sud-Est (Birmanie, Indonésie, Philippines, Singapour). La culture arménienne a pu se préserver dans certaines de ces communautés, notamment par la religion, la cuisine, etc. La langue arménienne y suit une évolution différente de celle en Arménie : l'arménien dit « occidental », parlé en Europe et en Amérique, adopte généralement des sonorités plus proches des langues parlées dans les pays d'accueil. L'arménien dit « oriental », parlé notamment en Arménie et en Russie, a aussi beaucoup évolué durant la domination soviétique en empruntant de nombreux mots russes.

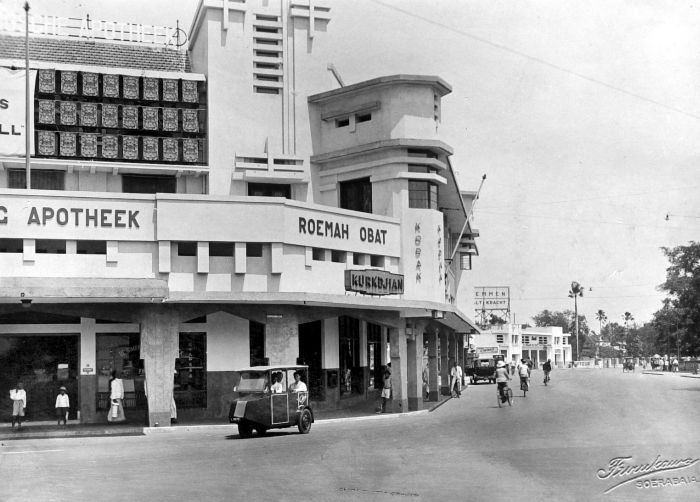
L'atelier photographique O. Kurkdjian & Co à Surabaya, Java oriental, à l'époque des Indes néerlandaises (1920-1940).

Juste après le génocide arménien, les Arméniens de la diaspora ont vécu dans des camps de réfugiés. Néanmoins, lorsque leur situation financière s'est améliorée, les camps se sont transformés en quartiers - et les quartiers en villes. Ce fut le cas de nombreuses régions du Liban peuplées d'Arméniens, tels que la ville d'Anjar et le quartier de Bourj Hammoud dans la banlieue de Beyrouth. À cette époque, les Arméniens se sont employés à construire des églises, des écoles, des centres communautaires, etc. Différents partis politiques et associations bénévoles, comme la Fédération révolutionnaire arménienne (Dachnaktsoutioun), le parti social démocrate Hunchakian (Hentchak) et l'Union générale arménienne de bienfaisance (UGAB) se constituèrent partout où les Arméniens se trouvaient en nombre.
Dans les années 1940 et 1950, l'Union soviétique essayait d'étendre son influence sur le monde et surtout au Moyen-Orient. Le parti Hentchak, idéologiquement proche du communisme, soutint l'Union soviétique dans sa lutte pour s'étendre au Moyen-Orient. Pour sa part, l'UGAB, supposée neutre politiquement, a également soutenu l'URSS, parce que l'Arménie en faisait partie.[réf. nécessaire] La FRA-Dachnak, malgré ses origines socialistes, était un parti avant tout nationaliste qui se plaça dans l'opposition et défendit l'idée d'une Arménie libre et indépendante, soit à la République d'Arménie qui exista de 1918 à 1922 avant d'être intégrée à l'URSS. Cela n'empêcha pas la FRA, lorsque ses intérêts semblaient l'exiger, de s'allier temporairement à Moscou ou du moins d'en rechercher la protection. Les autres partis firent le choix de soutenir l'Arménie soviétique, par pragmatisme, étant donné que c'était le seul lieu où les Arméniens pouvaient s'affirmer Arméniens en toute sécurité.
L'existence dans le Caucase d'une Arménie soviétique ou indépendante n'était pas la seule source de division au sein de la diaspora arménienne : il y eut aussi un conflit entre les dirigeants de l'Église apostolique arménienne. Les Arméniens ont en effet deux Catholicos. L'un d'eux, basé à Etchmiadzin (Arménie), est soutenu par le KGB[réf. nécessaire], ainsi que les partis Hentchak et Ramgavar, alors que le second, installé à Antélias (5 km au nord de Beyrouth, au Liban) était soutenu par les Dachnaks, car ils estimaient que le Catholicossat d'Etchmiadzin était un outil de propagande du communisme. Pendant les années 1950, lorsque ce conflit atteint son apogée, des affrontements armés éclatèrent entre les deux camps, ainsi que des tentatives d'assassinat, des actes de profanation, etc. Néanmoins, les tensions s'estompèrent après le début de la guerre civile du Liban en 1975, lorsque les Arméniens durent se serrer les coudes pour assurer leur survie. Durant la guerre Iran-Irak, deux pays abritant d'importantes communautés arméniennes, des Arméniens se sont retrouvés enrôlés de part et d'autre dans les armées en guerre.
À la suite de l'expansion du panarabisme en Égypte et en Syrie, de l'islamisme en Iran et de la guerre du Liban, des dizaines de milliers d'Arméniens émigrèrent du Moyen-Orient pour s'établir aux États-Unis, au Canada, en France et dans d'autres pays où existaient déjà des communautés arméniennes. Ils y trouvèrent des groupes de soutien à la République d'Arménie et à la reconnaissance et condamnation du Génocide arménien. Au début du XXe siècle, les pays où les Arméniens sont les plus nombreux (hormis l'Arménie et le Haut-Karabagh) se classent dans l'ordre suivant : la Russie, les États-Unis, la France, l'Iran (bien que cette communauté ait fortement diminué depuis les années 1970), le Liban, la Géorgie, la Syrie, l'Argentine, le Canada et l'Ukraine.
En France, les régions les plus importantes de la diaspora arménienne dans l'Union européenne sont : l'Île-de-France (Alfortville, Issy-les-Moulineaux), Marseille et ses environs, et la région Rhône-Alpes (Lyon, Valence, Décines).

## Répartition par pays
| Classement | Pays                   | Capitale         | Foyers de population arménienne | Nombre d'Arméniens | Dialecte(s) parlé(s)                                        | Informations complémentaires      |
| ---------- | ---------------------- | ---------------- | --- | --- | ----------------------------------------------------------- | --------------------------------- |
| 1          | Arménie                | Erevan           | Le pays entier | 2 932 298 (estimation 2023) | Arménien oriental                                           |                                   |
| 2          | Russie                 | Moscou           | Moscou, Rostov-sur-le-Don, Saint-Pétersbourg, Caucase du Nord, Vladivostok (Extrême-Orient russe) | 2 225 000 | Arménien oriental et occidental                             | Arméniens de Russie               |
| 11         | Iran                   | Téhéran          | Téhéran, Ispahan, La Nouvelle-Djoulfa, Tabriz, Urmia, Nord-ouest de l'Iran | 120 000 | Arménien oriental                                           | Arméniens d'Iran                  |
| 3          | États-Unis             | Washington, D.C. | Los Angeles, Glendale, Fresno, San Francisco, Pasadena, Boston, Watertown, Détroit, New York, Chicago, Cleveland, Miami Oakland, Phoenix, Philadelphie                                                                                         | 500 000 | Arménien occidental et oriental                             | Arméno-Américains                 |
| 4          | France                 | Paris            | Paris, Marseille, Lyon, Nice, Aix-en-Provence, Avignon, Cannes, Grenoble, Montélimar, Montpellier, Saint-Chamond, Toulouse, Valence, Vienne, Lille, Strasbourg, Mulhouse, Angers, Clamart, Issy-les-Moulineaux, Alfortville, Meudon, Châtillon | 500 000 | Arménien occidental et oriental                             | Diaspora arménienne en France     |
| 5          | Ukraine                | Kiev             | Kiev, Odessa, Crimée, Dnipro, Donetsk, Zaporijia, Louhansk, Kharkiv | 400 000 | Arménien oriental                                           | Arméniens d'Ukraine               |
| 6          | Géorgie                | Tbilissi         | Tbilissi, Samtskhé-Djavakhétie, Adjarie, Abkhazie | 248 900 (recensement de 2004)                                                                                                  | Arménien oriental                                           | Arméniens de Géorgie              |
| 7          | Syrie                  | Damas            | Damas, Alep, Qamichli | 190 000 | Arménien occidental                                         | Arméniens de Syrie                |
| 8          | Liban                  | Beyrouth         | Beyrouth, Bourj Hammoud, Anjar | 140 000 | Arménien occidental                                         | Arméniens du Liban                |
| 9          | Haut-Karabagh          | Stepanakert      | Toute la région | 138 000 | Arménien oriental                                           |                                   |
| 10         | Argentine              | Buenos Aires     | Buenos Aires, Córdoba, Rosario, Mendoza, Mar del Plata | 130 000 | Arménien occidental                                         | Arméniens d'Argentine             |
| 12         | Pologne                | Varsovie         | Varsovie, Cracovie, Gdańsk | 92 000 | Arménien occidental et oriental                             | Arméniens de Pologne              |
| 13         | Canada                 | Ottawa           | Montréal, Laval, Toronto, Cambridge, Vancouver | 81 500 | Arménien occidental et oriental                             | Arméniens du Canada               |
| 14         | Espagne                | Madrid           | Barcelone, Valence, Madrid, Alicante, Malaga | 80 000 | Arménien oriental et Arménien occidental                    | Arméniens d'Espagne               |
| 15         | Jordanie               | Amman            | | 70 000 | Arménien occidental                                         | Arméniens de Jordanie             |
| 16         | Ouzbékistan            | Tachkent         | | 70 000 | Arménien oriental                                           | Arméniens d'Ouzbékistan           |
| 17         | Grèce                  | Athènes          | Athènes, Thessalonique, Le Pirée, Kavala | 60 000 | Arménien occidental et oriental                             | Arméniens de Grèce                |
| 18         | Australie              | Canberra         | Sydney, Melbourne | 60 000 | Arménien occidental et oriental                             | Arméniens d'Australie             |
| 19         | Allemagne              | Berlin           | Berlin, Hambourg, Cologne | 42 000 | Arménien occidental et oriental                             | Arméniens d'Allemagne             |
| 20         | Brésil                 | Brasilia         | São Paulo et sa périphérie | 40 000 | Arménien occidental                                         | Arméniens du Brésil               |
| 21         | Turquie                | Ankara           | Istanbul, et des communautés persistant à Vakıflı et Sason ainsi que les Hémichis qui ont conservé leur dialecte arménien, le homchetsma, dans la province d'Artvin.                                                                           | 40 000 à 70 000 (sans compter les Hémichis ni les Arméniens qui changèrent de religion en 1915 pour échapper aux déportations) | Arménien occidental                                         | Arméniens de Turquie              |
| 22         | Turkménistan           | Achgabat         | | 30 000 | Arménien oriental                                           | Arméniens du Turkménistan         |
| 23         | Bulgarie               | Sofia            | Sofia, Plovdiv, Varna, Bourgas | 30 000 | Arménien occidental et oriental                             | Arméniens de Bulgarie             |
| 24         | Belgique               | Bruxelles        | | 25 000 | Arménien occidental                                         | Arméniens de Belgique             |
| 25         | Biélorussie            | Minsk            | | 25 000 | Arménien oriental                                           | Arméniens de Biélorussie          |
| 26         | Kazakhstan             | Astana           | | 25 000 | Arménien oriental                                           | Arméniens du Kazakhstan           |
| 27         | Royaume-Uni            | Londres          | Londres, Manchester | 20 000 | Arménien occidental et oriental                             | Arméniens du Royaume-Uni          |
| 28         | Irak                   | Bagdad           | Bagdad, Mossoul, Zakho, Bassorah, Avzrog, Kirkouk. | 20 000, | Arménien occidental                                         | Arméniens d'Irak                  |
| 29         | Uruguay                | Montevideo       | | 19 000 | Arménien occidental                                         | Arméniens d'Uruguay               |
| 30         | Hongrie                | Budapest         | Budapest et le canton de Pest | 15 000 | Arménien occidental                                         | Minorité arménienne de Hongrie    |
| 31         | Israël                 | Jérusalem        | Quartier arménien de la vieille ville de Jérusalem | 13 000 | Arménien occidental                                         | Arméniens d'Israël                |
| 32         | Pays-Bas               | Amsterdam        | Amsterdam, Dordrecht, La Haye, Leiden, Rotterdam | 10 000 | Arménien occidental                                         | Arméniens des Pays-Bas            |
| 33         | République tchèque     | Prague           | | 10 000 | Arménien occidental                                         | Arméniens de République tchèque   |
| 34         | Égypte                 | Le Caire         | Le Caire, Alexandrie | 8 200 | Arménien occidental                                         | Arméniens d'Égypte                |
| 35         | Moldavie               | Chișinău         | | 7 000 | Arménien oriental                                           | Arméniens de Moldavie             |
| 36         | Suède                  | Stockholm        | | 6 000 | Arménien occidental et oriental                             | Arméniens de Suède                |
| 37         | Émirats arabes unis    | Abou Dabi        | | 6 000 | Arménien occidental                                         | Arméniens des Émirats arabes unis |
| 38         | Tadjikistan            | Douchanbé        | | 6 000 | Arménien oriental                                           | Arméniens du Tadjikistan          |
| 39         | Lettonie               | Riga             | | 5 000 | Arménien oriental                                           | Arméniens de Lettonie             |
| 40         | Suisse                 | Berne            | | 5 000 | Arménien occidental                                         | Arméniens de Suisse               |
| 41         | Koweït                 | Koweït           | | 5 000 | Arménien occidental                                         | Arméniens du Koweit               |
| 42         | Venezuela              | Caracas          | | 4 000 | Arménien occidental                                         | Arméniens du Venezuela            |
| 43         | Chypre                 | Nicosie          | Nicosie, Limassol et Larnaca | 3 500 | Arménien occidental                                         | Arméniens de Chypre               |
| 44         | Kirghizistan           | Bichkek          | | 3 285 | Arménien oriental                                           | Arméniens du Kirghizistan         |
| 45         | Italie                 | Rome             | Milan, Rome, Venise | 3 000 | Arménien occidental                                         | Arméniens d'Italie                |
| 46         | Danemark               | Copenhague       | | 3 000 | Arménien occidental                                         | Arméniens du Danemark             |
| 47         | Autriche               | Vienne           | | 3 000 | Arménien occidental                                         | Arméniens d'Autriche              |
| 48         | Lituanie               | Vilnius          | | 2 500 | Arménien oriental                                           | Arméniens de Lituanie             |
| 49         | Estonie                | Tallinn          | | 2 000 | Arménien oriental                                           | Arméniens d'Estonie               |
| 50         | Roumanie               | Bucarest         | | 1 780 | Arménien occidental                                         | Arméniens de Roumanie             |
| 51         | Chili                  | Santiago         | | 1 500 | Arménien occidental                                         | Arméniens du Chili                |
| 52         | Norvège                | Oslo             | | 1 000 | Arménien occidental                                         | Arméniens de Norvège              |
| 53         | Finlande               | Helsinki         | | 1 000 | Arménien occidental                                         | Arméniens de Finlande             |
| 54         | Soudan                 | Khartoum         | | 1 000 | Arménien occidental                                         | Arméniens du Soudan               |
| 55         | Thaïlande              | Bangkok          | | 1 000 | Arménien occidental                                         | Arméniens de Thaïlande            |
| 56         | Honduras               | Tegucigalpa      | | 900 | Arménien occidental                                         |                                   |
| 57         | Nouvelle-Zélande       | Wellington       | | 600 | Arménien occidental                                         |                                   |
| 58         | Qatar                  | Doha             | | 600 | Arménien occidental                                         |                                   |
| 59         | Mexique                | Mexico           | | 560 | Arménien occidental                                         |                                   |
| 60         | Slovaquie              | Bratislava       | | 500 | Arménien occidental                                         |                                   |
| 61         | Serbie                 | Belgrade         | | 500 | Arménien occidental                                         |                                   |
| 62         | Albanie                | Tirana           | | 500 | Arménien occidental                                         |                                   |
| 63         | Inde                   | New Delhi        | Calcutta, Chennai (où est publiée la première revue en arménien, Azdarar) | 500 | Arménien occidental et oriental                             |                                   |
| 64         | Colombie               | Bogota           | | 250–300? | Arménien occidental                                         |                                   |
| 65         | Monaco                 | Monaco           | | 200 | Arménien occidental                                         |                                   |
| 66         | Afrique du Sud         | Pretoria         | | 200 | Arménien occidental                                         |                                   |
| 67         | Cuba                   | La Havane        | | 100 | Arménien occidental                                         |                                   |
| 68         | Éthiopie               | Addis-Abeba      | | 100 | Arménien occidental                                         | Arméniens en Éthiopie             |
| 69         | République dominicaine | Saint-Domingue   | | 75 | Arménien occidental                                         |                                   |
| 70         | Irlande                | Dublin           | | 70 | Arménien occidental                                         |                                   |
| 71         | Nigeria                | Abuja            | | 60 | Arménien occidental                                         |                                   |
| 72         | Malte                  | La Valette       | | 40 | Arménien occidental                                         |                                   |
| 73         | Costa Rica             | San José         | | 40 | Arménien occidental                                         |                                   |
| 74         | Singapour              | Singapour        | | 35 | Arménien occidental                                         |                                   |
| 75         | Pérou                  | Lima             | | 35 | Arménien occidental                                         |                                   |
| 81         | Algérie                | Alger            | Grande Kabylie (Azazga, Tifrest, Azzefoun) | Plus d'un millier y vivent encore, lors de la colonisation par la France les noms ont été changés et arabisés                  | Arménien oriental depuis disparu et remplacée par le Kabyle |                                   |
| 76         | Maroc                  | Rabat            | | 30 | Arménien occidental                                         |                                   |
| 77         | Zimbabwe               | Harare           | | 28 | Arménien occidental                                         |                                   |
| 78         | Indonésie              | Jakarta          | | 20 | Arménien occidental                                         |                                   |
| 79         | Pakistan               | Islamabad        | | 20–200? | Arménien occidental                                         |                                   |
| 80         | Guatemala              | Guatemala        | | 20–50? | Arménien occidental                                         |                                   |